# Palacio Viejo de Belgrado
El Palacio Viejo (en serbio: Stari dvor, cirílico:  Стари Двор) fue la residencia real de la dinastía Obrenović. Hoy es sede de la Asamblea de la Ciudad de Belgrado. El palacio está situado en la esquina de las calles Rey Milan y Reina Natalia en Belgrado, Serbia.
El palacio fue construido entre 1881 y 1884, de acuerdo con el diseño de Aleksandar Bugarski, al estilo del academicismo del siglo XIX, con la intención de superar todas las residencias existentes de los gobernantes serbios.

## Historia
La historia del primer conjunto palaciego en Belgrado empieza en los años cuarenta del siglo XIX, cuando el terreno que abarcaba el espacio del actual Parque Pionirski, junto con el Parque Devojački, entre las calles Rey Milan y Reina Natalia, fue adquirido por Stojan Simić, uno de los personajes más influyentes en el Principado de Serbia, líder del régimen constitucional y presidente del Consejo de Estado. 

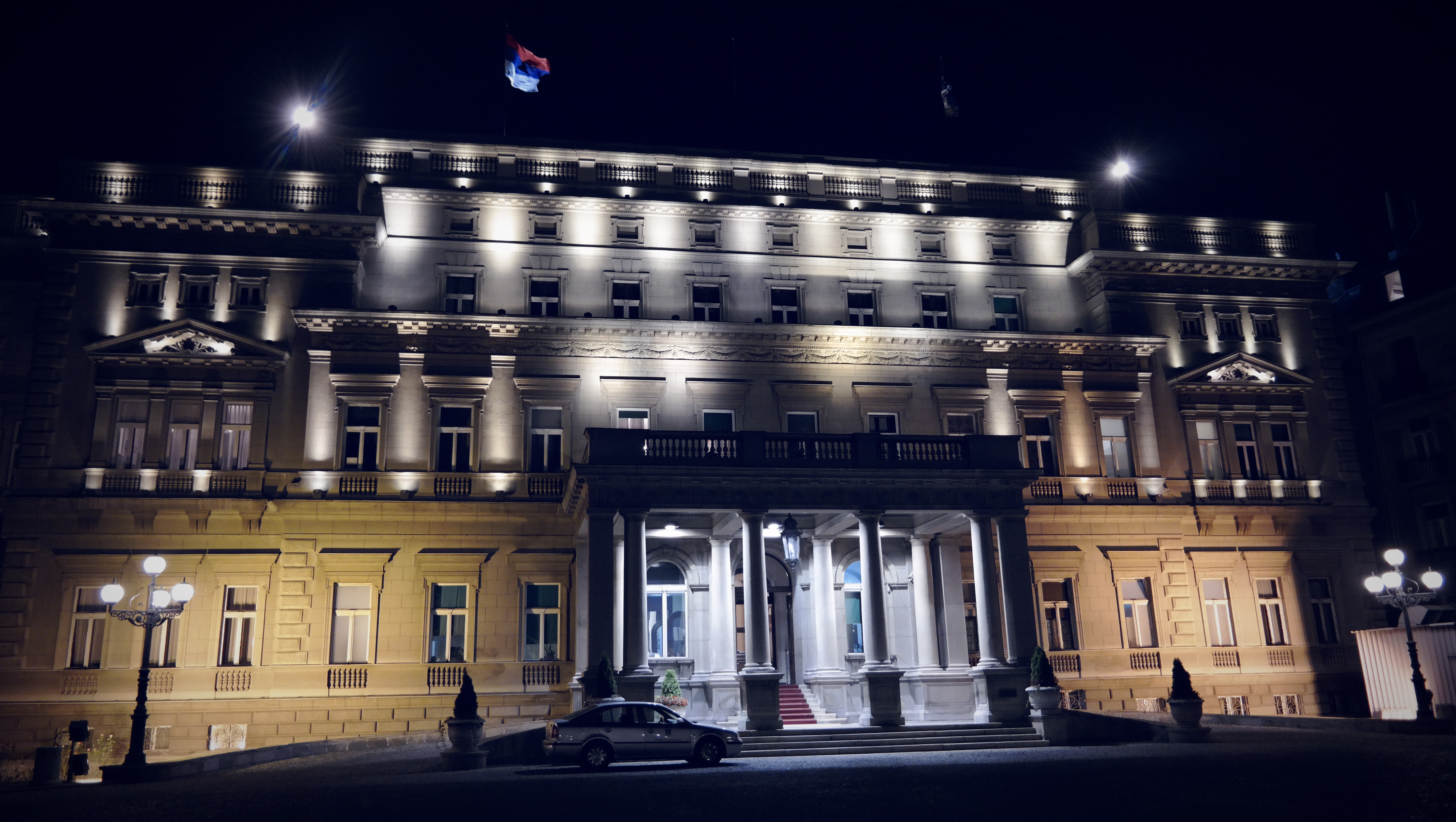
El Antiguo Palacio por noche

Simić hizo resecar los pantanos, los cubrió de tierra nivelando el terreno y en el lado impar de la actual calle Rey Milan construyó una casa entre 1840 y 1842, que posteriormente se denominó Stari konak (Antigua residencia). La adquisición de este inmueble, junto con el jardín que lo rodeaba, para asentar el palacio del príncipe Aleksandar Karađorđević en 1842/43, fue el inicio de la creación del primer conjunto palaciego en Belgrado. El edificio fue detalladamente reformado y considerablemente ampliado para satisfacer las necesidades de un palacio principesco, se puso un enrejado alrededor del jardín y el resto del pantano fue desecado y el jardín nuevamente arreglado. La princesa Persida Karađorđević se dedicó a convertir el jardín en un “parque vernáculo”. El jardín real estaba dividido en dos: un parque, orientado a la calle Rey Milan
, que formaba la parte representativa del conjunto palaciego y otro, en la zona trasera, rodeado por una verja de ladrillos. En la parte central del jardín se ubicaba una alberca con la escultura de una muchacha sosteniendo un cántaro en la mano, elaborada en Viena. Desde mediados del siglo XIX, en los alrededores de la Antigua residencia, que era el eje del futuro conjunto, se erigió una serie de construcciones: el Pequeño palacio, el Palacio del heredero (el edificio del Ministerio de Asuntos Exteriores e Interiores), el edificio de la Guardia Real y varias edificaciones auxiliares orientadas hacia la calle Dvorska, en la actualidad la calle Dragoslava Jovanovića y hacia las calles Kneza Miloša y Krunska. Ninguno de los edificios mencionados se ha conservado.
La idea de convertir el conjunto palaciego en una representativa residencia real surgió en el periodo después del Congreso de Berlín en 1878, cuando Serbia consiguió la independencia estatal y territorial, y fue especialmente motivada por los preparativos para la proclamación de Serbia como reino en 1882. A principios de los años ochenta del siglo XIX, de acuerdo con la idea del arquitecto Aleksandar Bugarski, uno de los representantes más destacados de la arquitectura serbia de finales del siglo XIX y principios del XX, el futuro palacio fue diseñado como una composición de tres elementos cuya parte central, destinada a las instalaciones del monarca, se situaría en el lugar de la Antigua residencia. A la derecha de la Antigua residencia estaba planeada la construcción de un ala destinada al Palacio del heredero mientras el ala izquierda debía servir para celebrar actos oficiales diplomáticos y recepciones oficiales. Del plan entero solo fue realizada el ala izquierda del conjunto – el Antiguo Palacio, mientras que la construcción del ala derecha se realizó tres decenios más tarde, cuando fue levantado el Nuevo Palacio siguiendo un proyecto completamente nuevo.

## Construcción de estilo
El Antiguo Palacio fue construido en el período entre 1881 y 1884 en el lugar del anterior Pequeño palacio del príncipe Mihailo, en la esquina de las calles Kralja Milana y Krunska. Se realizó de acuerdo con el proyecto del arquitecto Aleksandar Bugarski, a partir de la idea y las instrucciones del propio rey Milan Obrenović. De la decoración interior se ocupó un comité del que formaban parte el arquitecto Bugarski, el profesor de la Escuela Mayor Mihailo Valtrović y el pintor Domenico d´Andrea. Todos los decorados y muebles del palacio se encargaron a los talleres artísticos vieneses. Por su armoniosa relación entre la forma simétrica y las fachadas ejecutadas en estilo academicista, con una suntuosa decoración de origen clásico, renacentista y barroco, el Antiguo Palacio encarnó las normas arquitectónicas de la época y fue la más lujosa residencia real construida hasta aquel momento en Serbia.

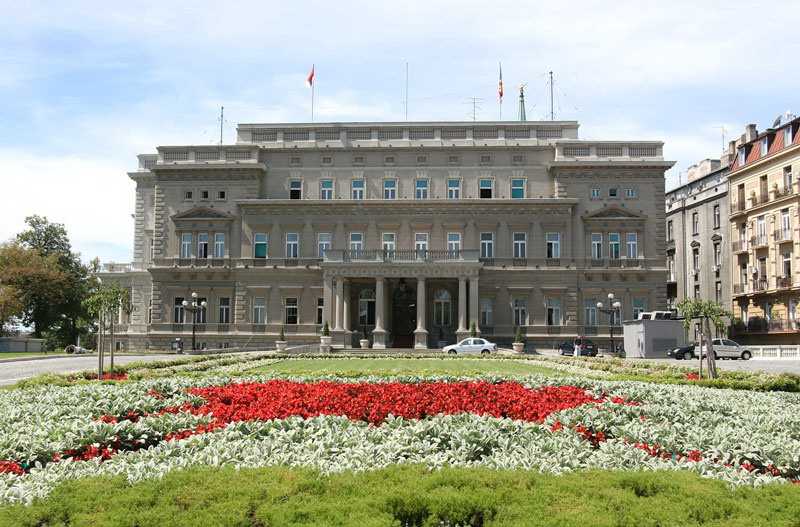
El Antiguo Palacio, una mirada a la Bulevar kralja Aleksandra

La idea de realizar un complejo palaciego influyó en que la importancia de fachada principal la obtuviera la que da a los jardines reales y a la planeada ala derecha del conjunto, el Palacio del heredero. Esta fachada, al igual que la de la calle Kralja Milana, se decoró con más lujo en comparación con las dos fachadas restantes. Su simetría se resaltó con una sección horizontal y vertical, con una distribución equilibrada de elementos arquitectónicos – balcones, columnas de capiteles jónicos y corintios, pares de cariátides,  plástica decorativa y dos cúpulas adornadas con coronas reales. En el centro del gran frontón de tímpano, sobre las cariátides en la fachada hacia la calle Kralja Milana, se colocó el nuevo escudo de armas del Reino de Serbia, que se considera el primero y el más antiguo escudo del Reino expuesto en un edificio público. La zona de la esquina que da a las calles Kralja Milana y Dragoslava Jovanovića se diseñó de tal manera que asocia a una torre, que acaba con un chapitel alto con el águila bicéfala en su punta. La colocación de este símbolo subraya una conexión directa entre la construcción del palacio y la proclamación del Reino de Serbia. En la fachada menos suntuosa, que daba al jardín, predominaba el resalte lateral con el ápside trilateral de la capilla real en el piso.
La forma y la disposición de la base, al igual que el hecho de que la edificación fuera originalmente destinada para acomodar a los invitados de la familia real y para celebrar recepciones oficiales, determinaron en gran medida la distribución de las estancias a cuya decoración el arquitecto Bugarski dedicó una especial atención. El elemento más impresionante del interior era su espacio central – el invernadero, rodeado de recibidores desde los que se accedía a las demás dependencias de la planta baja y del primer piso. La estancia destacaba por su techo de vidrio, por sus paredes ricamente decoradas con las molduras de estuco chapadas en oro y el motivo central representado por una doble escalera de roble. Todos los aposentos del palacio disponían de una rica decoración: el salón de actos, el salón de piano, el salón amarillo, el salón rojo, la habitación turca, el  comedor, el salón violeta, la biblioteca,  la capilla real.

## Demolición y renovación
Después del cambio dinástico en el trono de Serbia en 1903, la Antigua residencia fue derribada y el Antiguo Palacio convertido en residencia oficial de la dinastía Karađorđević. Por los daños que sufrió el edificio durante el bombardeo en la Primera Guerra Mundial, en 1921 se iniciaron las obras de restauración. En el comité encargado de dirigir estas reformas estaban los representantes del Ministerio de Construcción y Finanzas así como el encargado del palacio y pintor Uroš Predić. Hasta el abril de 1922 se terminó la mayor parte de las obras, fueron renovados los ornamentos de estuco dorados en las paredes del invernadero y en el salón de actos y todas las estancias amuebladas con piezas nuevas, compradas en Lyon y Viena. Cuando, en 1922, el Nuevo Palacio fue oficialmente inaugurado como residencia real, el Antiguo Palacio retomó su función original de edificio público, prevista ya en el proyecto de Aleksandar Bugarski de 1881.

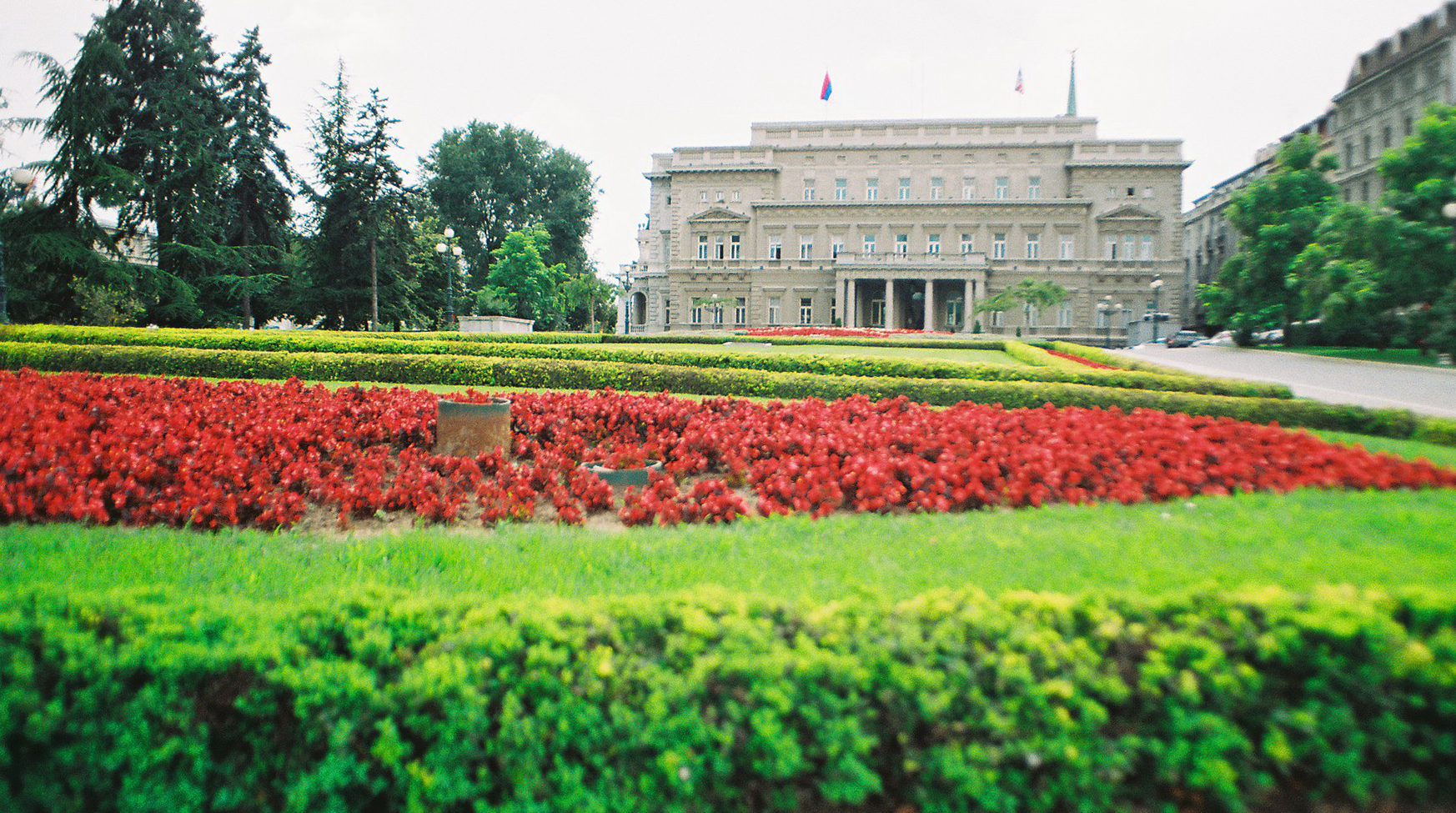
El Antiguo Palacio, en el fondo

La siguiente reforma completa se realizó durante 1930 y 1931 bajo la supervisión del arquitecto de la administración del palacio, Dragomir Tadić. Todas las fachadas y ornamentos decorativos, originalmente hechos de argamasa, fueron sustituidos por las tallas y ornamentos de piedra artificial, y realizados bajo la supervisión del arquitecto Svetomir Lazić. El Antiguo Palacio sufrió graves daños en el bombardeo de Belgrado el 6 de abril de 1941. Después de la liberación y de los cambios políticos que siguieron, el edificio palaciego llegó a tener otra finalidad. Por las modificaciones durante la reconstrucción entre 1947 y 1949, el inmueble no solo adquirió una nueva función sino también un diseño completamente nuevo de la zona de entrada y de la fachada sobre el paseo de Bulevar kralja Aleksandara, de acuerdo con el proyecto del arquitecto Dragiša Brašovan. Durante esta última reconstrucción se eliminaron dos cúpulas pequeñas con coronas reales y a las partes reconstruidas de la fachada no se devolvieron las anteriores insignias reales. La remodelación y los arreglos del interior se realizaron según el proyecto del arquitecto Aleksandar Đorđević. Una especial atención se prestó a la reparación del salón de actos que fue decorado con los nuevos símbolos del estado y de la república y se añadieron vitrales con escenas de la lucha popular de liberación. Aparte de Brašovan y Đorđević, en la reconstrucción del edificio participaron otros arquitectos nacionales, entre otros Bratislav Stojanović, Milan Minić, Slobodan Mihailović y Momčilo Belobrk.
Después de la Segunda Guerra Mundial el edificio del Antiguo Palacio fue sede del Presidio del Parlamento Nacional, el gobierno de FNRJ (República Popular Federativa de Yugoslavia) y la Junta Ejecutiva de Estado. Desde 1961 en el Antiguo Palacio se aloja el Ayuntamiento de Belgrado. En 1983 el edificio del Antiguo Palacio fue declarado monumento de cultura (“Boletín Oficial de Belgrado” n° 4/83).

## Imágenes históricas

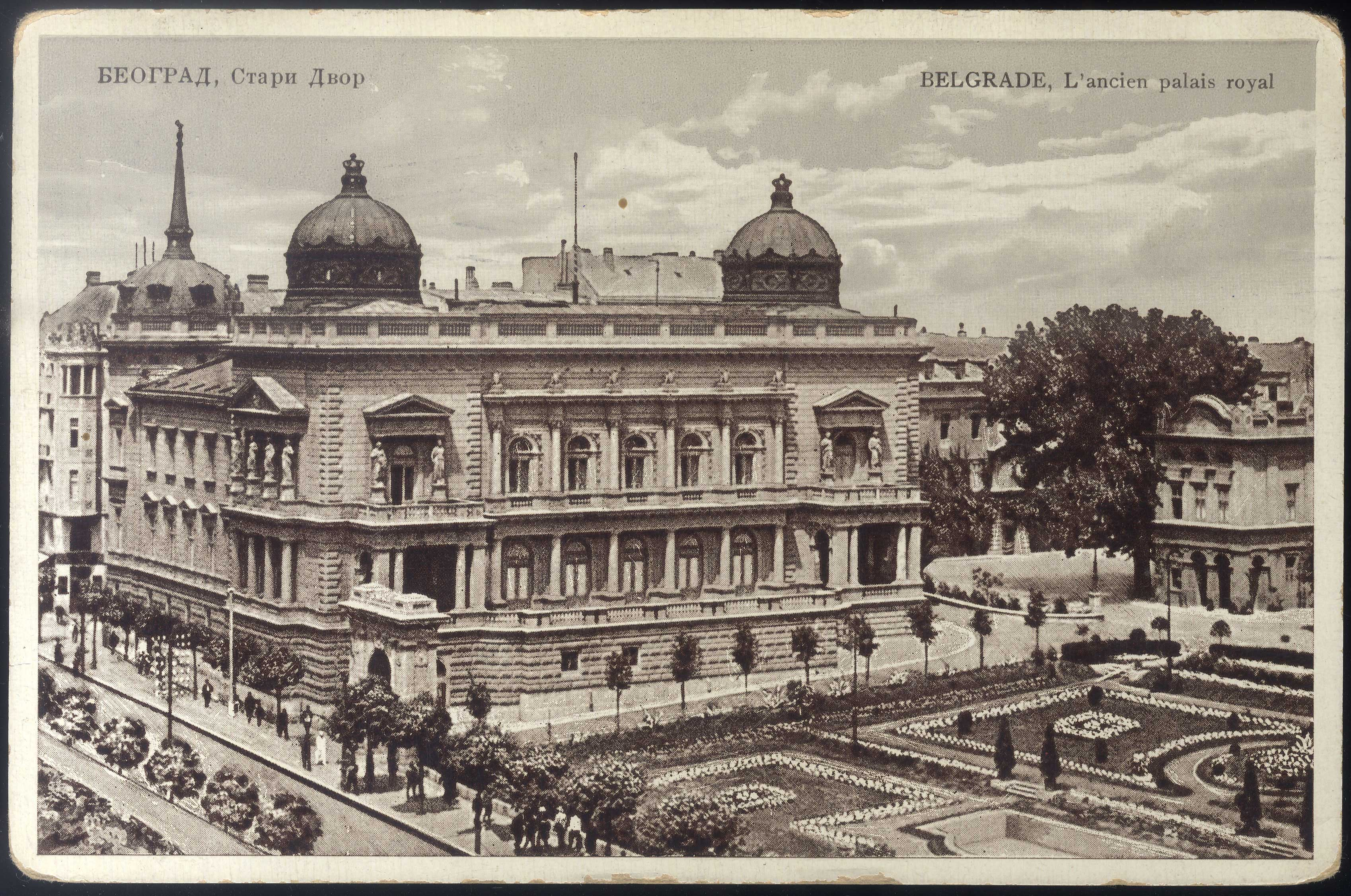
El palacio en 1930, con sus dos cúpulas originales.
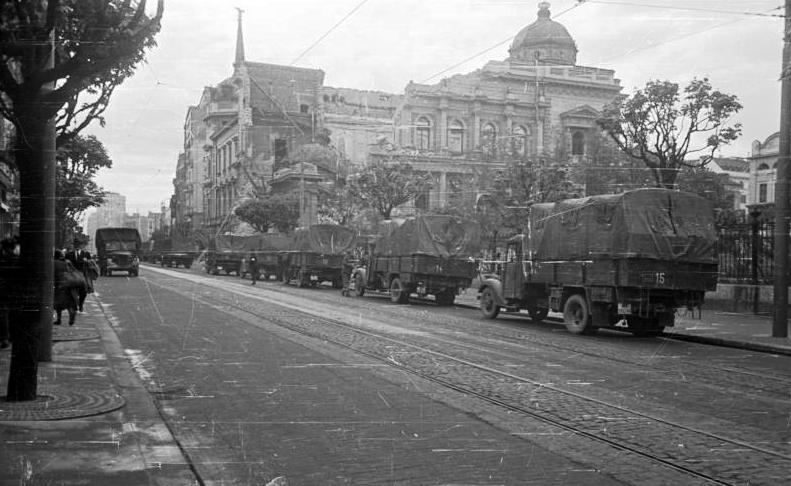
La misma fachada tras el bombardeo alemán de 1941.
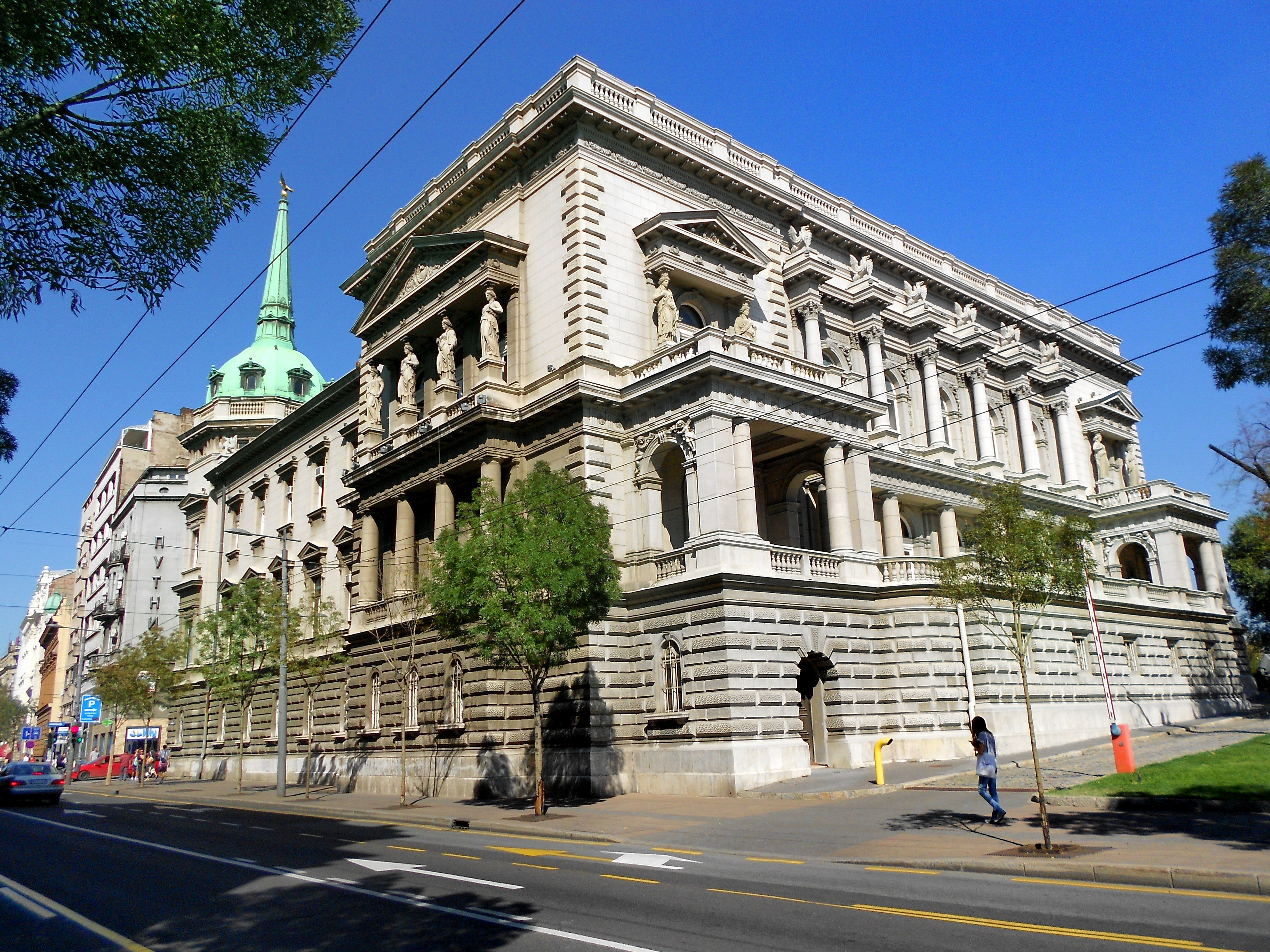
Aspecto en 2012. La cúpula que sobrevivió al bombardeo fue eliminada tras la restauración.